# 東廻海運
東廻海運（ひがしまわりかいうん）は、江戸時代前期に開かれた、日本海沿岸の酒田から津軽海峡を経て太平洋を回航し、東北地方と江戸とを結ぶ航路による海上輸送。

## 概要
東北諸藩と江戸とを結ぶ海上輸送は、慶長年間の末（1614年ごろ）大坂の陣に備え盛岡藩の蔵米が三陸沿岸から江戸に廻漕されたのが最初とされ、元和年間（1615年-1624年）には盛岡藩や仙台藩・米沢藩の蔵米が三陸諸港や石巻湊・荒浜などから恒常的に輸送されるようになった。その後弘前藩も寛永2年（1625年）に青森の港を開き江戸へ廻米した。明暦元年（1655年）に秋田藩が土崎港から津軽海峡経由で江戸へ廻米し日本海から太平洋廻りの航路が開かれ、寛文4年（1664年）には八戸藩も鮫港から廻米した。
当初東北地方から江戸への廻船の入り方は、那珂湊ないしは銚子までは海路をとり、危険な犬吠埼沖通過を避け利根川の水運を利用する内川江戸廻りであった。だが寛文11年（1671年）に江戸幕府の命を受けた河村瑞賢が、東北諸藩の領内の産米を房総半島を迂回し伊豆半島の下田から外海江戸廻りで直接江戸に運ぶことに成功した。
東廻りとは、西廻りの対語で東を廻るの意であり、本来の東廻海運は、日本海沿岸から津軽海峡を経て本州沿いを南下、房総半島の東を廻り下田で風待ちした後、順風を得て東京湾に入る外海江戸廻りの輸送を指すものである。しかし一般的な用法として、太平洋岸の東北諸藩と江戸とを結ぶ本州沿いの海運と利根川の水運を併用した水上輸送のことを含め東廻海運と呼ぶこともある。これらの輸送が、江戸幕府の開府と東北諸藩の成立によって増大したのは当然のことであり論を待たない。
だが、本来の東廻海運である日本海から津軽海峡経由の外海江戸廻りの輸送については、幕領米の江戸廻米にあたって廻漕船を直雇いとし低運賃に改めるなど幕府の奨励策がとられたにもかかわらず、必ずしも航海の安全が保証されないこともあり、西廻海運ほどには発達しなかった。河村瑞賢も寛文12年（1672年）の酒田からの廻米に西廻りを採用しており、また、日本海沿岸からの東廻りの廻米は、廻船の調達などの問題もあって実際には西廻りが優先した。犬吠埼沖は現在でも海の難所であり、利根川の水運の重要性も変わらなかった。